# ایو لوده
ایو لوده (انگلیسی: Yves Loday؛ زادهٔ ۲۷ سپتامبر ۱۹۵۵) قایقران اهل فرانسه است.